# Erpeler Ley

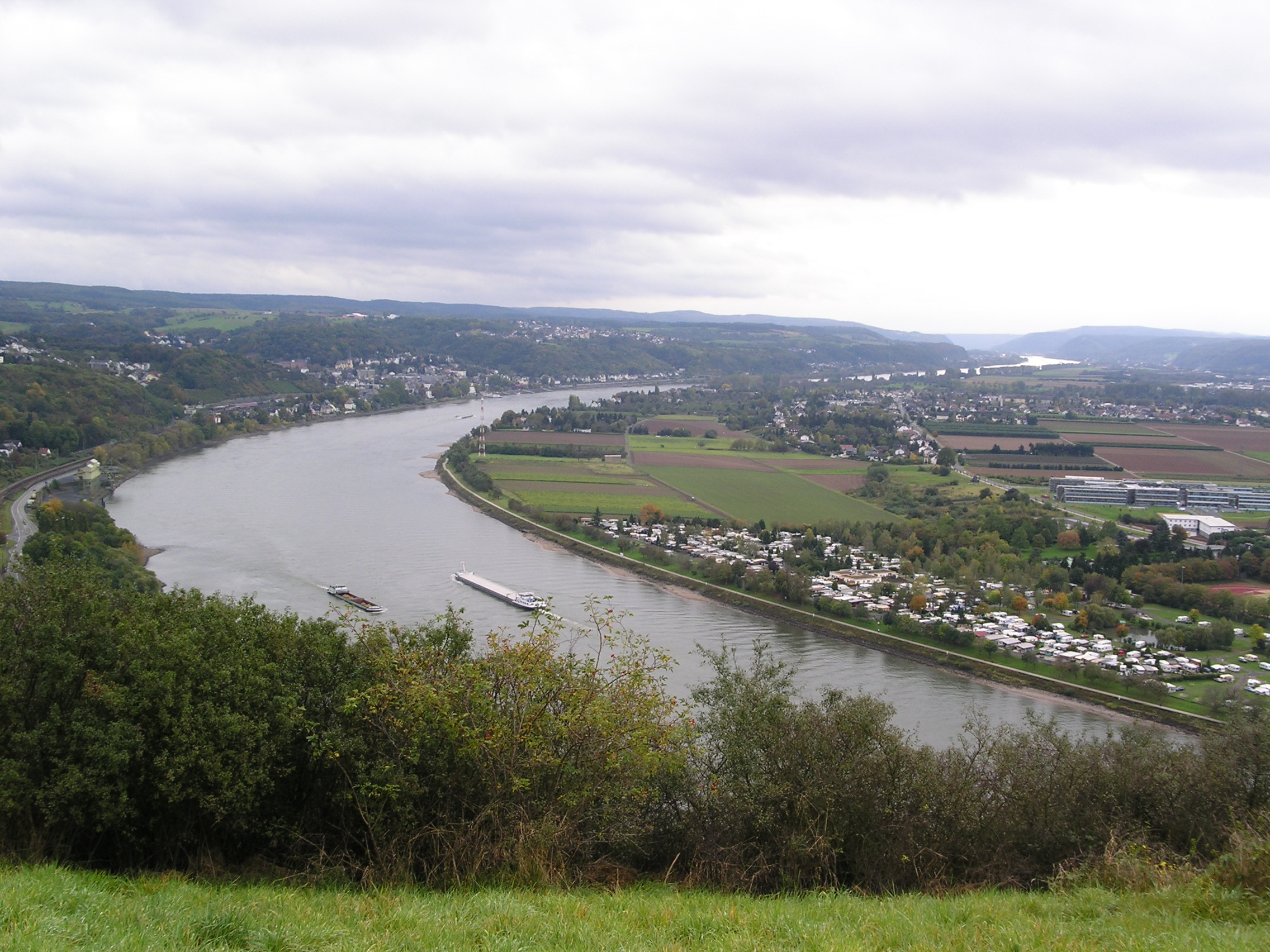
Panoramablick von der Erpeler Ley

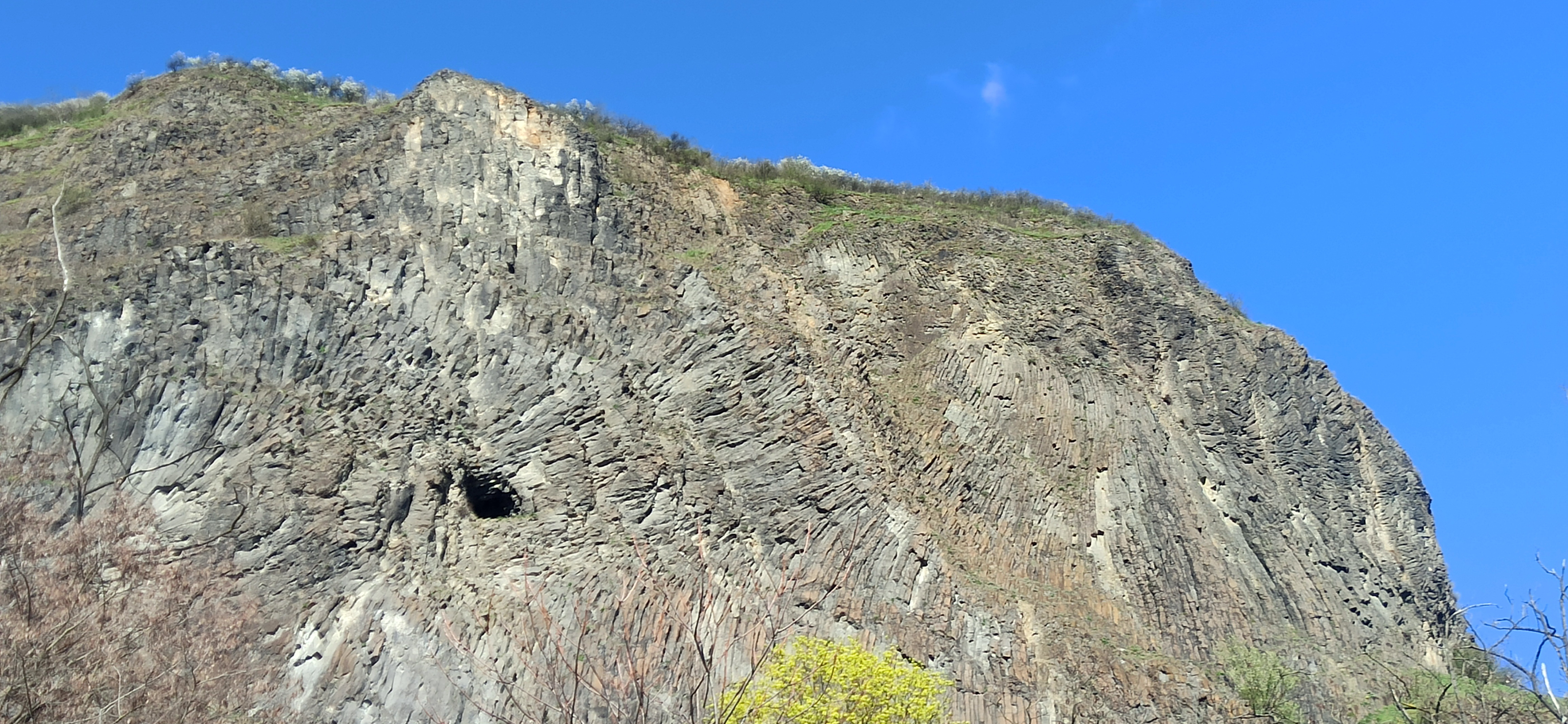
Basaltformen Erpeler Ley, Foto von April 2023

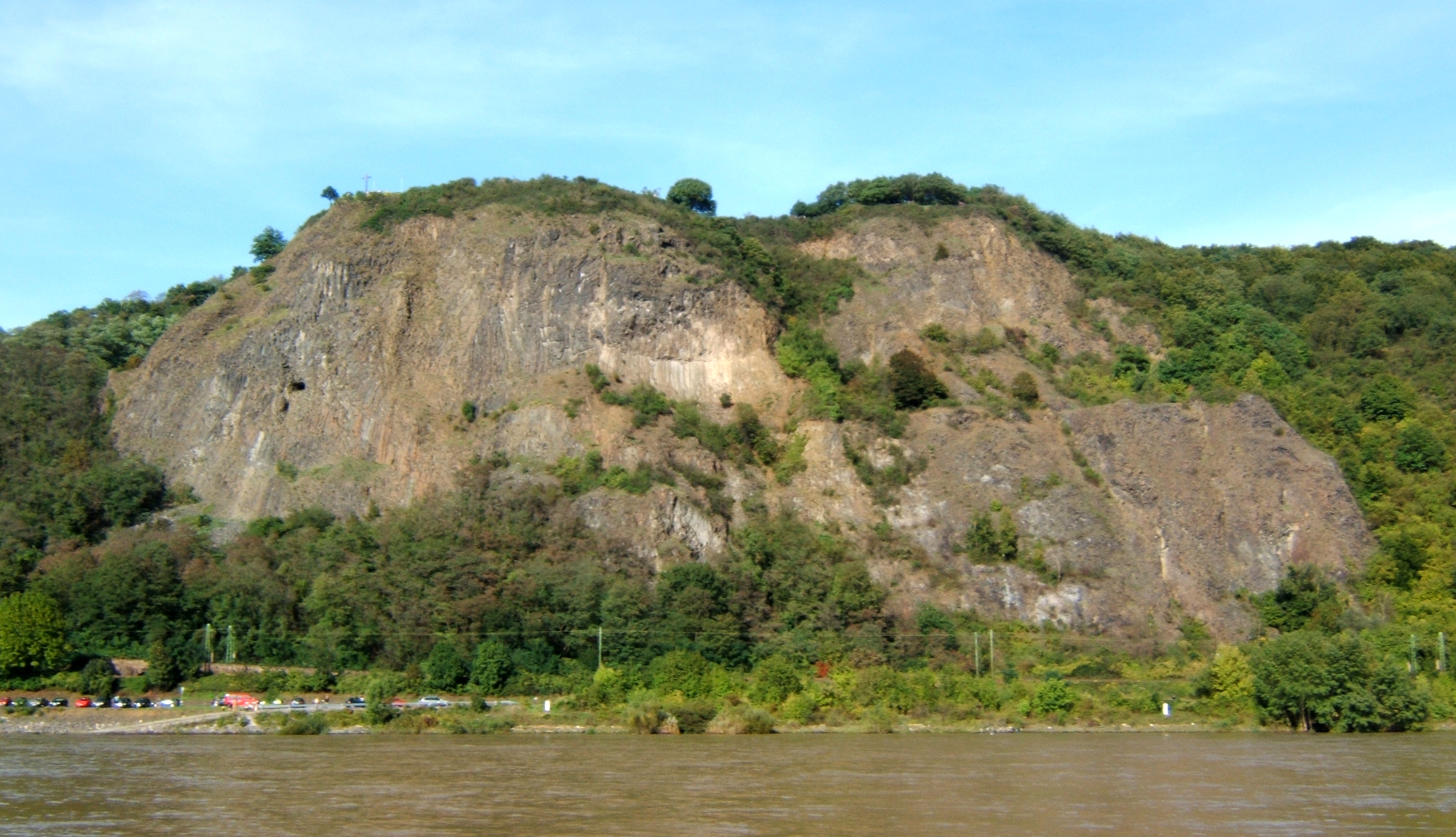
Basaltstrukturen der Erpeler Ley

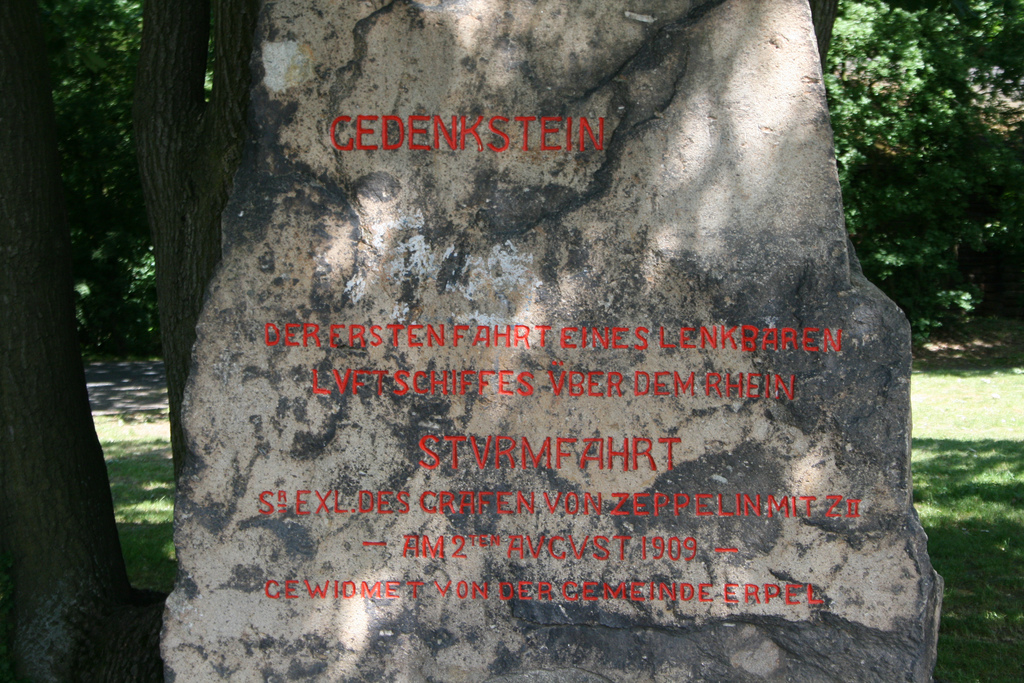
Gedenkstein Zeppelin

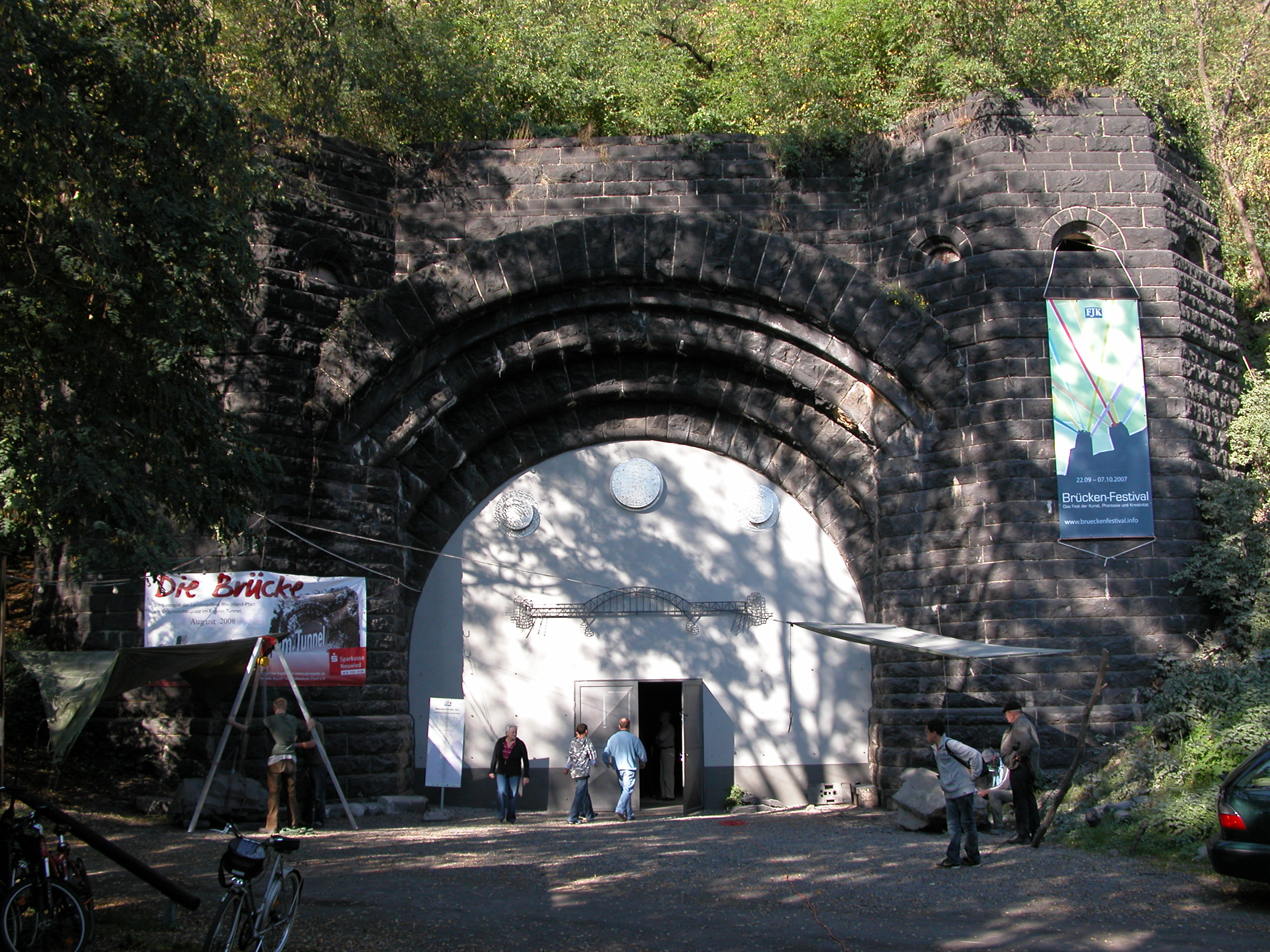
Tunneleingang
unter der Erpeler Ley

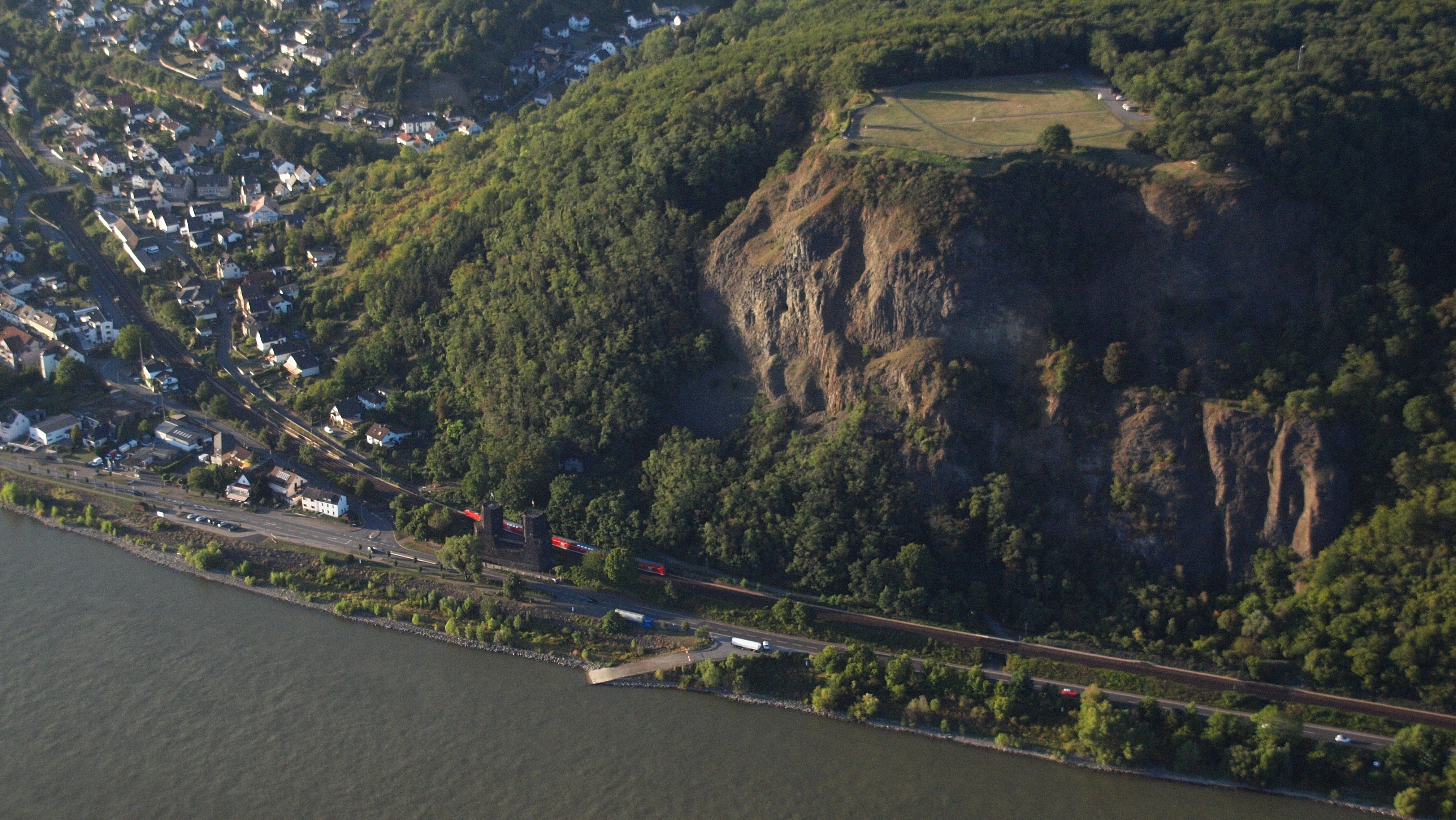
Erpeler Ley, am Rhein der rechtsrheinische Pfeiler der Ludendorff-Brücke

Die Erpeler Ley ist ein Basaltfels am Rhein bei Erpel, wenige Kilometer nördlich der Ahrmündung. Neben dem  Drachenfels gehört die 191 m ü. NHN (136 m über dem Rhein) hohe Erhebung zu den bekanntesten Vulkanruinen im Mittelrheintal.
Die Ausbildung der Gesteine ist auf die Abkühlung und Erstarrung im Innern der Lavaströme zurückzuführen. Die säulige Struktur der Erpeler Ley zeigt an mehreren Stellen eine fächerartige Anordnung, die auf ein mehrphasiges Eindringen von Lava und die daraus folgende ungleichmäßige Erstarrung zurückzuführen ist. 
Schon in römischer Zeit diente der Fels als Steinbruch. Seit 1941 steht die Erpeler Ley auch wegen ihrer wärmeliebenden Flora und Fauna (Flora: u. a. Goldaster, Federgras; Fauna: Zippammer, Wanderfalke) unter Naturschutz. Auf dem Plateau des Berges befinden sich einige Denkmäler, Möglichkeiten zum Kugelstoßen und Diskus-/Speerwurf, eine 800 m lange Aschenbahn sowie ein Restaurant (Gaststätte Bergesruh).

## Denkmäler

### Holzkreuz zu Ehren der Gefallenen im Zweiten Weltkrieg
Es wurde zum Gedenken an die Opfer im Kampf um die Ludendorff-Brücke errichtet, deren verbliebene Türme unterhalb der Erpeler Ley zu sehen sind. Im heute stillgelegten Eisenbahntunnel unter der Ley hatte die Bevölkerung im Zweiten Weltkrieg Schutz vor den Kämpfen gesucht.

### Zeppelin-Stein
Ein Gedenkstein erinnert an die Überführungsfahrt des Luftschiffes Z II (LZ 5) von der Frankfurter ILA zum Luftschiffhafen Köln, als ein Unwetter am 2. August 1909 den Grafen Zeppelin zwang, über der Erpeler Ley umzukehren.

### Gedenkstein der Burschenschaft Rheno-Germania zu Bonn
Ein Denkmal bestehend aus drei in Beton gegossenen Basaltstelen, jeweils versehen mit den drei Wiedergründungsdaten der Burschenschaft Rheno-Germania im Schwarzburgbund zu Bonn.

### Gedenkstein zu Ehren von Hans Eich
Dem ehemaligen Erpeler Volksschullehrer Hans Eich wurde wegen seines Engagements vor allem im Naturschutz und in der Traditionspflege auf der Erpeler Ley ein quaderförmiger Basaltstein geweiht.

## Aussicht
Der Panoramablick reicht vom Siebengebirge und der Stadt Unkel über die Goldene Meile und die Römerstadt Remagen bis zur Mündung der Ahr, zur Stadt Linz am Rhein und weit hinein in die Eifel.

## Zufahrt und Wanderwege
Über die Erpeler Ley führt der Rotbäckchen-Wanderweg sowie der Rheinsteig, das Plateau ist über die asphaltierte Zufahrtsstraße (von der B42 Ausfahrt Erpel, ab da ausgeschildert) erreichbar. Aus Richtung Bruchhausen und Unkel führen verschiedene ausgebaute Wanderwege zur Erpeler Ley. Auf dem Plateau sind ausreichend Parkplätze vorhanden, bei großen Veranstaltungen regelt die Freiwillige Feuerwehr Erpel die Zufahrtsmöglichkeiten.

Der Aufstieg zum gut sichtbaren Stollen auf halber Höhe empfiehlt sich nicht. »Durch die Öffnung in der Felswand schwebte einst eine Materialseilbahn, mit der Basaltsteine zum Rhein auf Schiffe befördert wurde. Der Stollen führt durch den ganzen Berg bis zur hinteren Flanke der Steilwand, wo früher der Basalt gebrochen wurde.«

## Veranstaltungen
Durch die Pflege der Wander- und Waldwege sowie der Laufbahn auf dem Plateau (Aschenbahn) besteht die Möglichkeit zu größeren Sportveranstaltungen. Der TuS Erpel richtet die jährlich stattfindenden Oster- und Nikolausläufe (Crosslauf in verschiedenen Altersstufen) aus, es finden regelmäßig Oldtimer- und Buggy-Treffen auf der großen Wiese statt. Des Weiteren wurde schon einige Male ein Fieldday der Deutschen Funkamateure dort ausgerichtet. Das Plateau sowie der Tunnel unter dem Berg werden zu vielfältigen Veranstaltungen benutzt, seit 2008 wird mit überregionalen Künstlern das Brücken-Festival vielfach besucht. An jedem ersten Freitag im November wird außerdem das Sankt-Martins-Feuer abgebrannt. Bis 2007 wurde diese Tradition von den Jugendlichen aus dem Ort Erpel gepflegt, seit 2008 sorgt die Gemeinde Erpel dafür, dass ein 10–12 m hoher Turm aus Holzpaletten abgebrannt werden kann. Gleichzeitig feiert man im Ortskern den Sankt-Martins-Umzug.

## Trivia

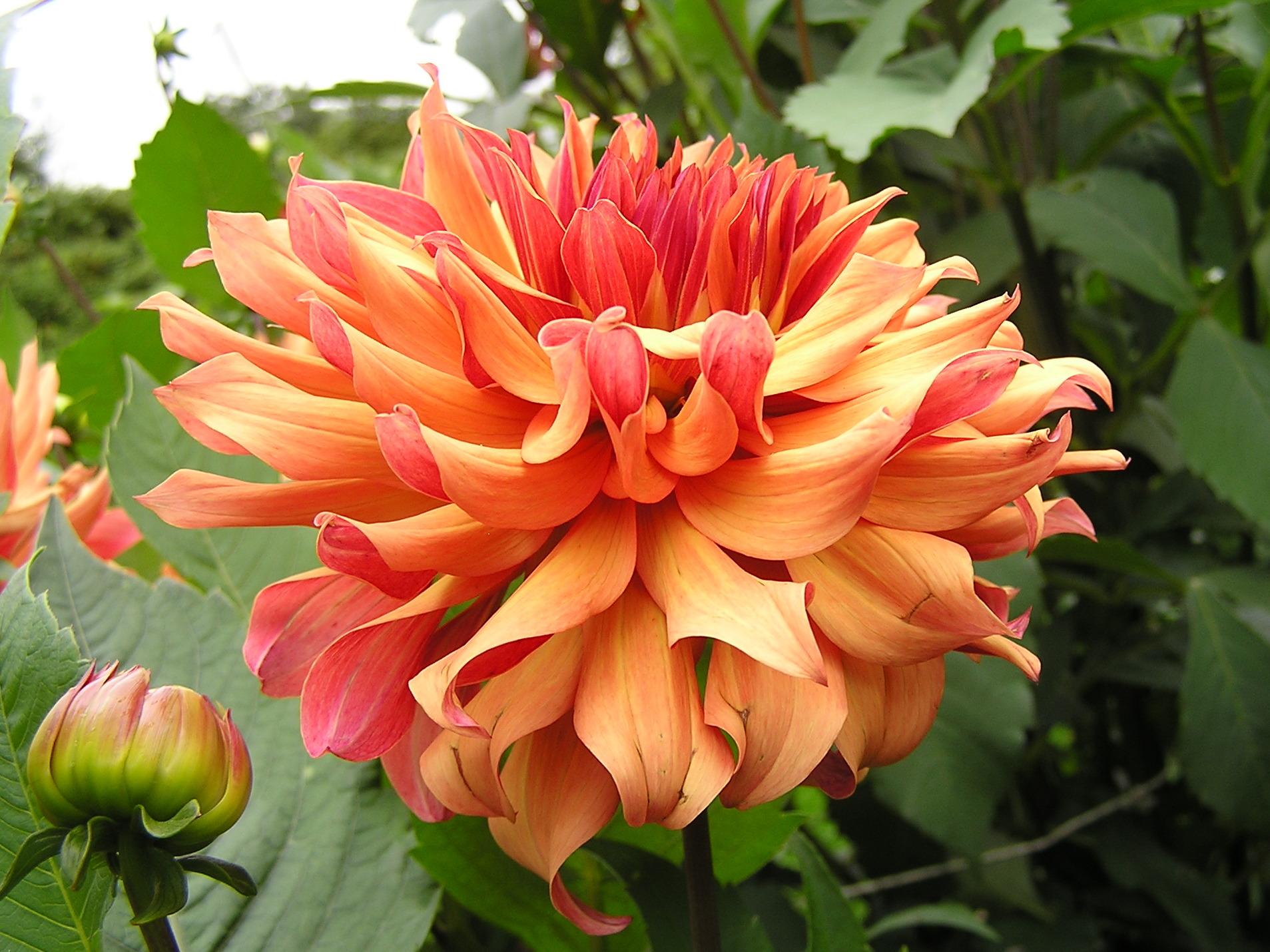
Dahlie 'Erpeler Ley'

2014 wurde eine Dahlienneuzüchtung nach der Erpeler Ley benannt. Ihre Blütenunterseite ist weinrot bereift, während die Oberseite zart bronzefarben schimmert. In diesen Farben leuchten die Basaltsäulen, sobald die Strahlen der untergehenden Sonne auf sie treffen.